# Nagymorávia

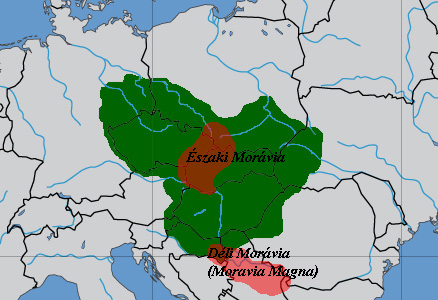
A két Morávia valószínűbb elhelyezkedése és kiterjedése (pirossal)

A Nagymorva Birodalom, egy közép-európai történelmi államalakulat, amely egyes történészek szerint 833 és a 10. század eleje között létezhetett és melynek lakói a mai csehek, morvák és szlovákok ősei voltak. Határa kiterjedt a Morva folyó mindkét partjára, a mai Csehország, Szlovákia és Magyarország területére, de legnagyobb kiterjedése idején egyes szlovák és cseh történészek szerint a mai Románia, Lengyelország, Ausztria, Németország, Szerbia, Szlovénia, Horvátország és Ukrajna kisebb részeit is magában foglalta. Vannak azonban, akik a birodalom központját nem a mai Szlovákiába, hanem délre a Száva mellé teszik.
Ugyanakkor megemlítendő, hogy a Nagymorva Birodalom (vagy Morva Fejedelemség) létezésével, határaival kapcsolatban viták, kétségek merültek fel. A Morva Fejedelemség Nagymorva Birodalommá való felnagyítása elsősorban a cseh-szlovák területi követelések történeti megalapozását szolgálta.
A cseh-morva elmélet szerint a Nagymorva Birodalmat I. Mojmír morva fejedelem alapította, amikor 833-ban egyesítette a Nyitrai Fejedelemséget az uralma alatt álló Morva Fejedelemséggel. A birodalom kulturális fejlődését nagyban elősegítette Szent Cirill és Szent Metód missziós tevékenysége, akik 863-ban Rasztiszláv herceg hívására érkeztek az országba. A birodalom legnagyobb kiterjedését I. Szvatopluk morva fejedelem uralkodása (871-894) alatt érte el, aki birodalma megtartásáért már súlyos csatákat vívott a Frank Birodalommal is váltakozó sikerrel hol meghódolva, hol fellázadva a frankok ellen. A birodalomnak a keletről érkező magyar törzsek honfoglalása vetett véget, akik a 10. század elején területének legnagyobb részét feldúlták és a Kárpát-medence szláv törzseit is meghódolásra kényszerítették. A szláv népesség kultúrája azonban a birodalom bukását követően sem merült feledésbe.

## Nevének eredete
A Nagy Morávia ("Μεγάλη Μοραβία") elnevezés Bíborbanszületett Konstanin bizánci császár 950 körül írt De Administrando Imperio azaz A birodalom kormányzásáról című művéből származik. A nagy jelző itt a korabeli görög szóhasználat szerint a régi, elmúlt Moráviát jelenti, amely Konstantin idején már nem létezett.  Másrészt az is felmerült, hogy a Morávia kifejezés itt nem a mai értelemben vett Morvaországot jelöli, hanem egy Morava nevű város körül elhelyezkedő területet. A kora középkori források alapján nem teljesen egyértelmű és a mai napig is vitatott ennek a városnak a helye, melyre vonatkozóan ma is csak találgatások vannak.
A birodalom neve az ószlávban Велья Морава, a szlovákban Veľká Morava, a csehben Velká Morava, a latinban Magna Moravia, a szerbben és a horvátban Velika Moravska (Велика Моравска) használatos.
Néhány szlovák szerző „Nagy Szlovák Birodalom”ról („Veľkoslovenská ríša”) beszél és az országot a mai Szlovákia elődjének tekinti. Ez a meghatározás a történészek körében azonban általában nem elfogadott. A történészek egyetértenek abban, hogy a 9. században még nem alakultak ki a szláv nemzetek, mivel a közép-európai szláv törzsek nyelve és kultúrája még alig különbözött egymástól. V. István pápa egy levelében Szvatoplukot a szlávok királyának (Zuentopolcus rex Sclavorum) nevezi.

## Elhelyezkedése
DAI 13. fejezet:
A császár a türkökkel, azaz a magyarokkal szomszédos népeket így írja le: "A türkökkel a következő népek határosak: a tőlük nyugatabbra levő vidéken Frankország, északabbra a besenyők, a délre eső vidéken Nagy Morávia, azaz Sphendoplokos országa, amelyet ezek a türkök teljesen végigpusztítottak és elfoglaltak. A hegyek felé pedig a horvátok határosak a türkökkel."  (A leírás alapján Nagymorávia a magyaroktól délre, tehát nem Morvaország és Szlovákia területén fekszik).
A weben elérhető angol fordítás szerint: "Ch. 13. (64-5) On the peoples that are neighbours to the Tourkoi These peoples are adjacent to the Tourkoi: on their western side Frankia; on their northern side the Pechenegs; and on the south side of great [or former (1.)] Moravia (megale Morabia), the land of Sphendoplokos, which has now been totally devastated by these Tourkoi, and occupied by them. On the side of the mountains, the Croats are adjacent to the Tourkoi. " Vagyis: A népekről, amelyek a türkök szomszédai. Ezek a népek határosak a türkökkel: nyugati oldalukon van Frankföld. Északra tőlük vannak a besenyők. És Nagy Moravia, Szvatopluk földjének – amelyet teljesen feldúltak és elfoglaltak a türkök – déli oldalán, a hegyek felé a horvátok határosak a türkökkel.  Tehát a türkök Nagy Morávia földjén vannak, tőlük délre pedig a horvátok.
DAI 40. fejezet:
A császár munkájának 40. fejezetében a következőket írja: „A türkök pedig a besenyőktől elűzetve elmentek és megtelepedtek arra a földre ahol most laknak. Ezen a helyen vannak bizonyos régi emlékek: az első ahol Turkia kezdődik, Traianus császár hídja, azután még három napi útra ettől a hídtól Fehérvár (Belgrád), amelyben a szent Nagy Konstantin császár tornya is van, és ismét a folyó visszakanyarodásánál van az úgynevezett Sirmium, Fehérvártól két napi útra, s azokon túl a kereszteletlen Nagy Morávia, amelyet a türkök megsemmisítettek, a amelyen előbb Sphendoplokos uralkodott.”  Eszerint tehát Morávia nem a Nagy-Morava völgyében van, hanem Sirmiumtól északra vagy nyugatra.
A weben elérhető angol fordítás szerint: " Ch. 40 (177) In this place a various landmarks of the olden days: first, there is a bridge of the emperor Trajan, next to the princedom of the Tourkoi; then a three days journey from this same bridge, thereis Belgrade, in which is the tower of the holy and great Constantine, the emperor; then again, at the running back of the river [i.e. upstream] is the renowned Sirmium by name, a journey of two days from Belgrade; and beyond lies great [or former] Moravia (megale Morabia), the unbaptized, which the Tourkoi have blotted out, over which in former times Spendopolokos ruled." Azaz: Ezen a vidéken a régi idők sok jele megtalálható. Először is Traianus hídja a magyarok fejedelemségének szomszédságában. Azután három napi útra ettől a hídtól ott van Belgrád, ahol a szent és Nagy Konstantin császár tornya található. Azután felfelé a folyó mellett, két napra Belgrádtól a híres Sirmium. Ezen túl fekszik Nagy (Régi) Morávia, a kereszteletlen, amelyet a türkök eltöröltek, és amely fölött egykoron Szvatopluk uralkodott. Nagy Morávia tehát eszerint nem lehet a Nagy-Morava völgyében, mert az Traianus hídja (a Vaskapu-szorostól keletre) és Belgrád között van.  Belgrádtól a Duna mentén felfelé haladva Sirmiumon túl a Duna–Tisza köze (Morva Fejedelemség, Nyitrai Fejedelemség), a Dunántúl (Alsó-Pannonia) és a Dráva–Száva köze (Szlavóniai hercegség) volt az előző évszázadban.
DAI 42. fejezet:
A weben elérhető angol fordítás szerint: " Ch. 42 (182-3) From Thessalonica to the river Danube where stands the city called Belgrade, is a journey of eight days, if one is not travelling in haste but by easy stages. The Tourkoi live beyond the river Danube, in the land of Moravia, but also this side of it , between the Danube and river Sava (2.)." A második mondat magyar fordítása: A magyarok („türkök”) a Duna túloldalán laknak, Morávia földjén, de az innenső oldalon is, a Duna és a Száva között. Eszerint tehát Morávia a Duna–Tisza közén van, a Dunától északra, a magyarok azonban nemcsak ott laknak, hanem a Dunától délre, a Duna és a Száva között, azaz a Szerémségben is, ami tehát már nem Morávia. 

## Története

### Előzményei

A Nyitrai és a Morva fejedelemség

A szláv törzsek a 6. század végén az avarok segédnépeiként özönlötték el a közép-európai területeket. Az avarok szövetségeseiként számos hadjáratban vettek részt, főként a Balkánon. Részt vettek Konstantinápoly ostromában is.
Az egyik legkorábbi szláv államalakulatnak a Samo nevű frank kereskedő által létrehozott, 623 és 658 közé tehető törzsszövetséget tekintik. Egyes nézetek szerint magában foglalta a csehek, az Elba menti szorbok, a morvák, a karantánok lakta területeket, valamint a mai Szlovákia és Alsó-Ausztria területét. Pontos elhelyezkedése azonban máig vita tárgya, némely kutatók a csak az írott forrásokból ismert törzsszövetséget Karantánia területére helyezik. Ez alapján az sem egyértelmű pontosan mekkora szerepet játszott a térség történetében, hiszen a régészeti leleteket nem lehet egyértelműen hozzá kötni.
Szlovák történészek szerint a 8. század végén a Morvamente és a mai Nyugat-Szlovákia szlávok által lakott terület volt, mely határos volt a virágzó Frank Birodalommal. Ekkorra már valószínűleg kialakult a helyi szláv előkelők rétege. Szlovák történészek szerint ezt látszik igazolni a szlovákiai Blatnicán feltárt szláv előkelő sírja is, mely a későbbi nagymorva nemesség elődjét képezte. A blatnicai leletek arról is tanúskodnak, hogy a fejlett Karoling kultúra, valamint avar művészet hatására és a politikai és gazdasági fejlődés következtében gazdag kultúra jött létre ezen a vidéken. Ezen elképzeléseket azonban a blatnicai leletekre nem lehet alapozni, azok megkérdőjelezhető értelmezhetősége miatt.
A számos folyóvölgyi településsel és erődített hellyel rendelkező területen rövid idő alatt létre jöhetett egy erős kezű vezér által irányított olyan államalakulat, mely meg tudta magát védeni a szomszédos népektől. Az egyes lelőhelyek pontos keltezése azonban jelenleg még nem teljesen egyértelmű.
Nagy Károlynak az avarok ellen a 790-es években vezetett hadjáratai megrendítették az Avar Kaganátust. Az így keletkezett hatalmi űrt a szlávok gyorsan kihasználták és megszerezték a frankok által meg nem hódított korábbi avar területek feletti uralmat. A változások eredményeként a cseh-morva elmélet szerint két főbb államalakulat jött létre: a Morva Fejedelemség a mai Morvaország délkeleti részén és a Nyitrai Fejedelemség, amely a mai Szlovákia középső részén feküdt.
A morvák 811-ben és 815-ben követeket küldtek Nagy Károly, illetve Jámbor Lajos császárhoz. A frank évkönyvek szerint 822-ben a keleti szlávok, köztük a csehek ("Behcimi") és a morvák ("Marvani") követei a Pannoniában élő avarok követeivel együtt részt vettek a frankfurti birodalmi gyűlésen és hódolatukat fejezték ki Jámbor Lajos császárnak. Az első morva uralkodót I. Mojmírt Passauból érkezett keresztény misszionáriusok keresztelték meg 831-ben.
A Nyitrai Fejedelemség uralkodója Pribina volt, aki habár még mindig pogány volt 828-ban felépíttette az első keresztény templomot a mai Szlovákia határain belül.

### Alapítása
833-ban I. Mojmír elűzte Pribinát Nyitráról és saját uralma alatt egyesítette a két fejedelemséget. Pribina családjával és kíséretével a frankokhoz menekült, Német Lajos király pedig a Balaton környéki területeket adományozta számára, ahol megalapította saját országát.
Nagymorávia a ma általánosan elfogadott vélemények szerint egy 833 és a 10. század eleje között létezett közép-európai állam volt, melynek lakói a mai csehek, morvák és szlovákok ősei voltak. Határa a 9. század második felében kiterjedt a Morva folyó mindkét partjára, a mai Csehország, Szlovákia és feltehetően Magyarország területére, de egyes, nem feltétlenül bizonyított feltételezések szerint legnagyobb kiterjedése idején a mai Románia, Lengyelország, Ausztria, Németország, Szerbia, Szlovénia, Horvátország és Ukrajna kisebb részeit is magában foglalta.
A történészek által általánosan elfogadottak szerint a Nagymorva Birodalmat 833-ban a már fent említett I. Mojmír alapította a meghódított nyitrai fejedelemség és a morva fejedelemség egyesítésével.

### Rasztiszláv uralkodása

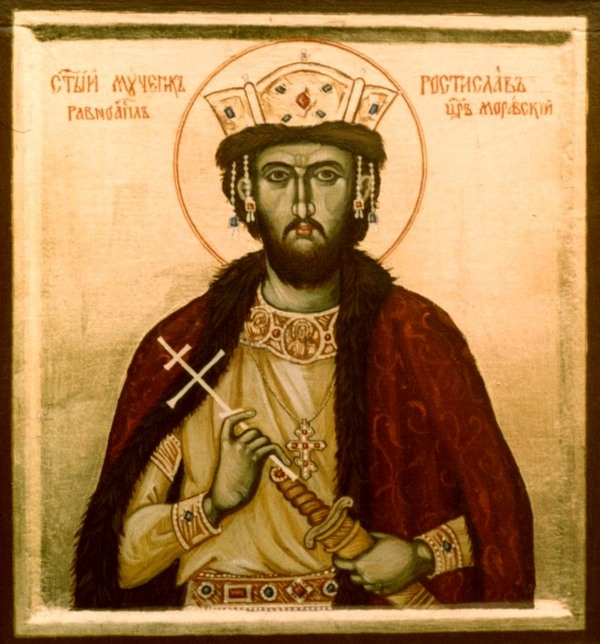
Rasztiszláv mint ortodox szent (modern ábrázolás)

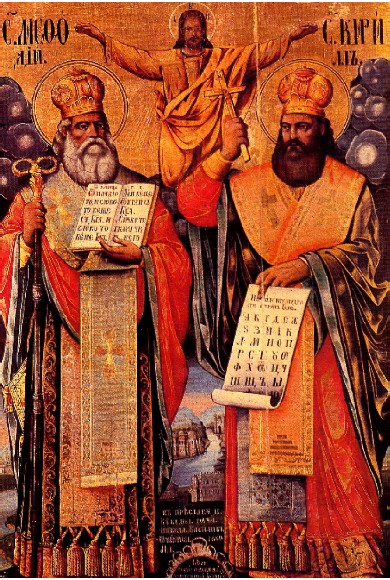
Szent Metód és Szent Cirill

846-ban Mojmírt unokaöccse Rasztiszláv követte a trónon. Bár őt a frank királynak Német Lajosnak is meg kellett erősíteni, Rasztiszláv teljesen önálló politikát folytatott. 854-ben a morvák a korábbi egyezséget felrúgva fellázadtak a frankok ellen, mire Lajos király személyesen vezetett hadat ellenük.
Miután 855-ben megállította a frank támadást, az országban működő frank hittérítők befolyása is meggyengült és a király egyre inkább Bizánc felé orientálódott. A viszonylag hosszú béke időszakát Rasztiszláv országa megerősítésére használta fel. Arra kérte III. Mihály bizánci császárt, hogy küldjön olyan papokat, akik a szlávoknak saját nyelvükön tanítják a keresztény hitet. A kérésre a bizánci udvar 863-ban egy testvérpárt Szent Cirillt és Szent Metódot küldte. Szent Cirill megalkotta az első szláv írást a glagolita ábécét és lefordította az evangéliumot szláv nyelvre, így ez lett az első szláv nyelvű irodalmi alkotás. Rasztiszláv nagy gondot fordított országa megerősítésére és az államszervezet kiépítésére. Számos erődítmény épült ebben az időben, melyeket Rasztiszlávval kapcsolatban a frank évkönyvek is megemlítenek.
Lajos keleti frank király miután országa belső viszályait leküzdötte, 864-ben sereggel indult Rasztisztáv ellen és megostromolta Dovina várát. Dovina a Duna túloldalán („ultra Danubium”) feküdt. A harcok 865-re is átnyúltak. 869-ben Lajos fia Karlmann frank serege kétszer is támadta a morvákat, ekkor tűnik fel Szvatopluk a forrásokban.
A hadjárat következtében Szvatopluk hűséget esküdött Karlmannak, ezzel elárulta nagybátyját, Rasztiszlávot. Árulását még megtetézte azzal, hogy 870-ben elfogta Rasztiszlávot és átadta Karlmannak. Lajos király a foglyot megvakíttatta és kolostorba záratta.

### Szvatopluk uralkodása

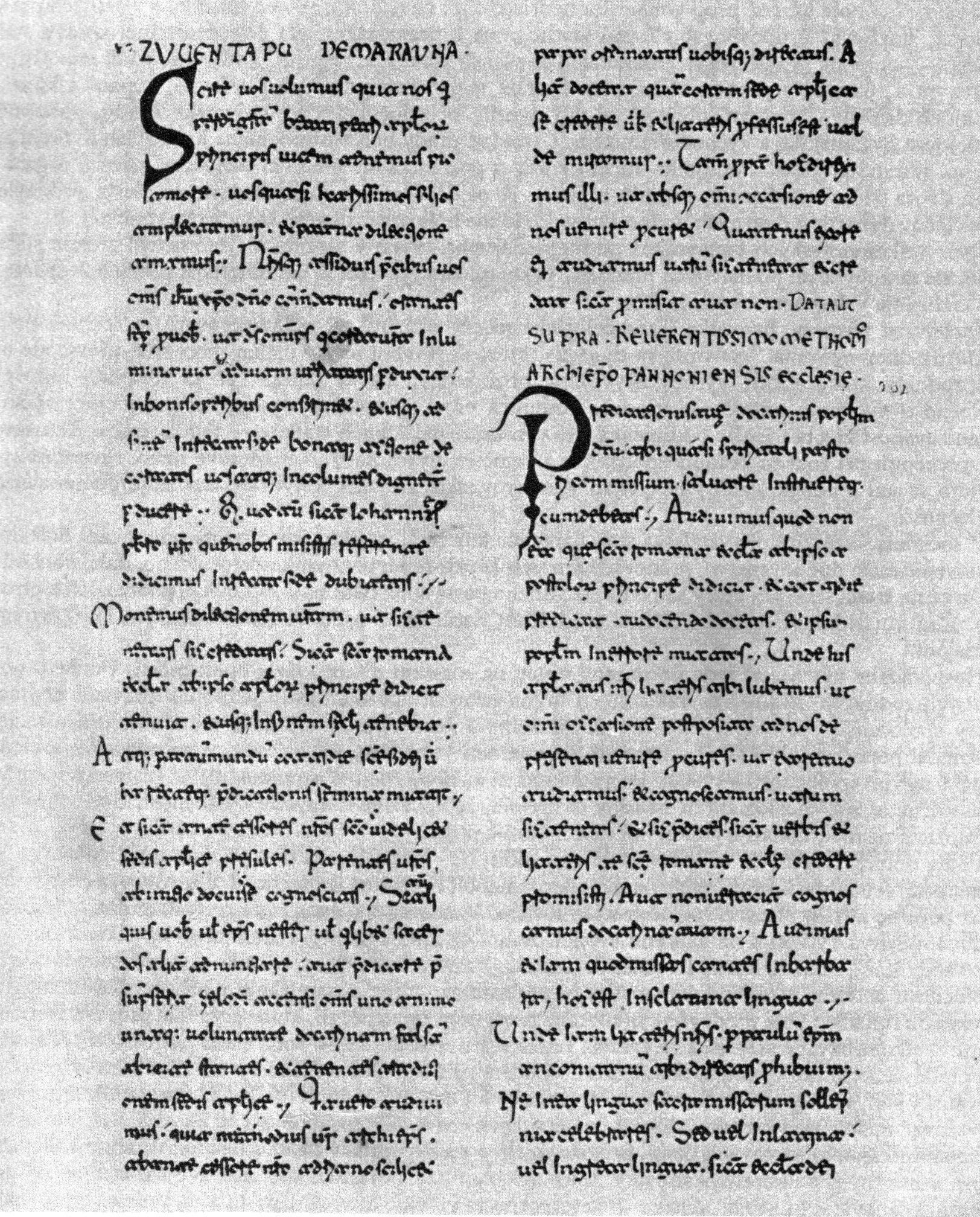
VIII. János I. Szvatopluknak küldött Scire vos volumus bullája (879)

A morvák a halottnak hitt Rasztiszlav helyére Schlagmar nevű rokonát tették meg fejedelemnek. Szvatoplukot (Svätopluk) közben Karlmann hűtlenséggel vádolva elfogatta és börtönbe záratta. Szvatopluk azonban tisztázta magát és vállalta, hogy Schlagmar ellen harcol. A sereg élén érkező Szvatopluk azonban Rasztiszláv várához érve újra csatlakozott a morvákhoz és a bajorok ellen vonult.
872-ben már fejedelemként sikeresen verte vissza az árulását megtorló frank támadást, kiűzte a frankokat az országból és a következő években is sikeresen védelmezte azt szomszédaival szemben.
873-ban már Szvatopluk támadta Karlmannt, de Lajos közbelépésére a morva fejedelem ismét hűséget esküdött a királynak és adófizetésre kötelezte magát.
VIII. János pápa 880-ban "Industriae Tuae" című bullájában Szent Metódot tette meg az önálló morva egyházi tartomány fejévé. Ugyanekkor a német Wichinget nyitrai püspökké nevezte ki, és az ószláv nyelv a latin, a görög és a héber mellett az egyház hivatalos nyelvévé vált.
882-ben viszály tört ki a frank nemesek között, melybe Szvatopluk is beavatkozott, ennek során a morva sereg Karlmann fia, Arnulf pannóniai területeire támadt. A 884-ig tartó harcokban Frank-Pannónia úgyszólván teljesen megsemmisült.
Vastag Károly frank király és Szvatopluk találkozóját követően a felek békét kötöttek, mely 889-ig tartott.
881-től kezdve egyre gyakoribbak lettek a magyarok betörései a Kárpát-medencébe. A magyarok fenyegető közeledtére a frankok védelmi lépeseket tettek és Nagymoráviát ütköző területként kívánták felhasználni. Arnulf király megerősítendő a morva államot 890-ben átadta Szvatopluknak a cseh területeket.
A Szvatopluk fennhatósága alá került területek felsorolásánál a Garam és az Odera folyó közötti területek szerepelnek.
Ekkor érte el birodalma a legnagyobb kiterjedését. Szvatopluk azonban megerősödve újra megtagadta a frankoknak az engedelmességet, erre Arnulf a magyarokkal lépett szövetségre. Miután a szövetséges magyarok legyőzték a morva fejedelmet, a frank sereg is megindult ellene és szinte ellenállás nélkül rohanta le a morvák földjét. Erre Szvatopluk újra hűséget esküdött Arnulfnak, sőt egyik fiát túszul adta át neki.
892-ben Szvatopluk újra fellázadt, mire a frankok a magyarokkal és Braszlav duxszal szövetkezve végleg legyőzték.

### A birodalom bukása

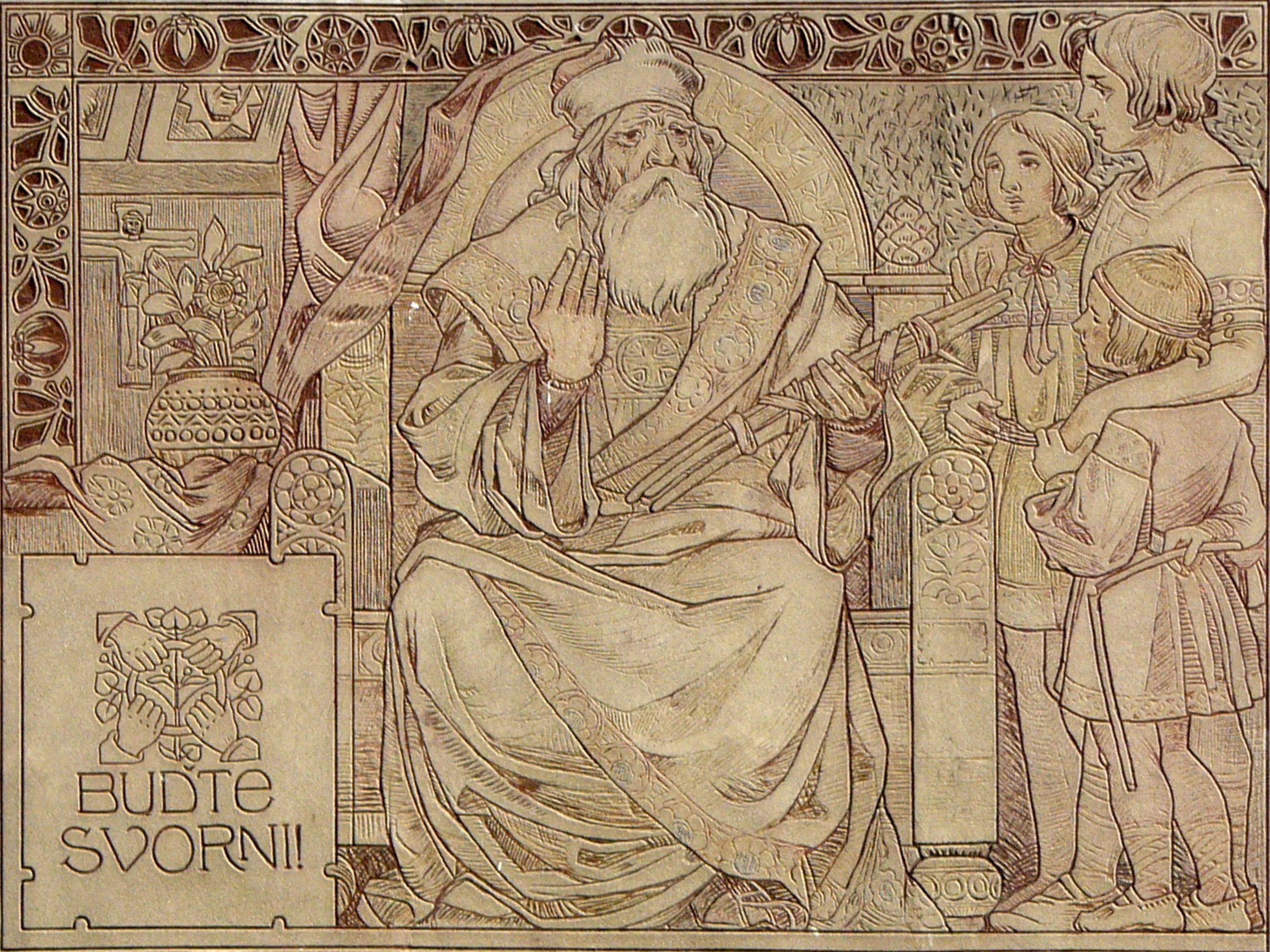
I. Szvatopluk három fiával, II. Szvatoplukkal, II. Mojmírral és Predszlávval

Szvatopluk 894-ben meghalt, így fiai, II. Mojmír és II. Szvatopluk követték őt a trónon. 896-ban Arnulf Pannonia védelmét Braszlávra bízta.
897-ben a csehek kértek a frankoktól segítséget a morvák sanyargatásai ellen.
A békesség azonban nem tartott soká, mert 898-ban viszály tört ki a két testvér között a hatalomért. Arnulf II. Szvatopluk oldalán beavatkozott a testvérháborúba, de vereséget szenvedett II. Mojmírtól. A legyőzött Szvatopluk ezután Karintiában kapott birtokot Arnulftól.
899-ben Arnulf hadjárata visszahelyezte II. Szvatoplukot a hatalomba, de a szorult helyzetbe került fejedelmet ismét a frank seregnek kellett kiszabadítani.
Arnulf 899-ben meghalt és területeire most már a magyarok is igényt tartottak.
A hatalmi viszály pedig annyira legyengítette Nagymoráviát, hogy az jelentős területeket vesztett. A birodalom sorsát a magyar törzsek honfoglalása pecsételte meg, akik az egész Kárpát-medencét birtokukba vették.

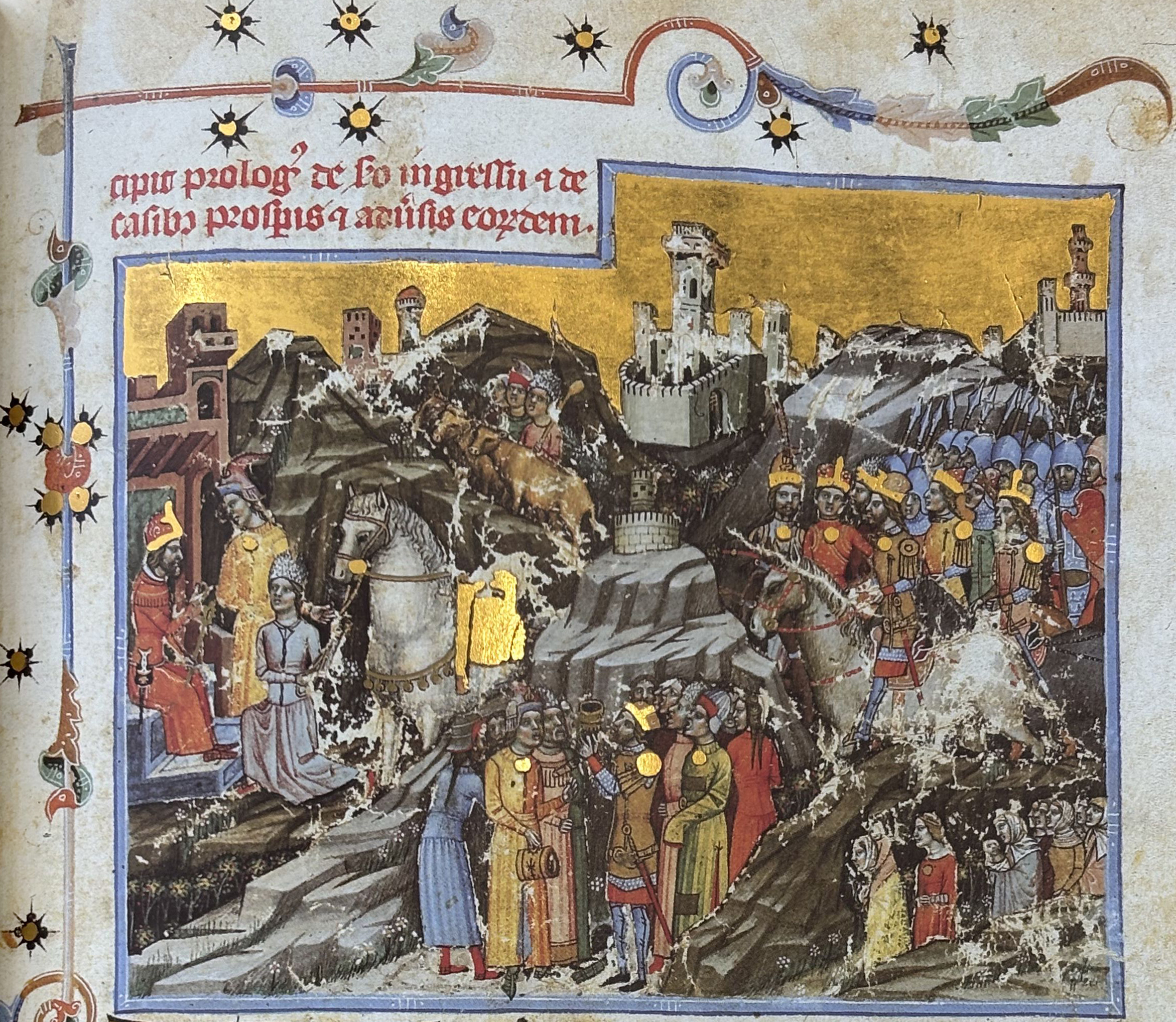
A magyarok bejövetele a Kárpát-medencébe. A Képes krónika ábrázolása

907 júliusában és augusztusában a mai Pozsony közelében a magyarok pozsonyi csatában a bajorokat is legyőzték. A történészek egy része általában ezt a dátumot tekinti a Nagymorva Birodalom végének. Mások 902-re teszik a dátumot, egy Moráviát elpusztító magyar hadjárattal összefüggésben, mivel ekkortól a Kárpát-medence teljes területe, továbbá moráviai területek is magyar ellenőrzés alatt álltak. Szórványos források azonban még később is utalnak a morvákra: 924-ben és 925-ben Folkuin "Gesta abb. Lobiensium" és Ruotger "Archiepiscopi Coloniensis Vita Brunonis" műveiben még megemlíti Nagymoráviát. Mojmír és Szvatopluk néhány emberére a salzburgi érsekség néhány 925 és 931 között kelt dokumentuma is utal, de ezek eredete nem tisztázott. 942-ben Andalúziában elfogott magyarok állítólag azt mondták, hogy Nagymorávia a népük északi szomszédja, de az ország további sorsa máig sem tisztázott. Legnagyobb része később a Magyar Királyság területe lett, nyugati részei a Lech-mezőn 955-ben lezajlott augsburgi csata után I. Boleszláv cseh fejedelem uralma alá kerültek.

## Nagymorávia az újabb elméletek szerint

### Az elmélet megalapozása

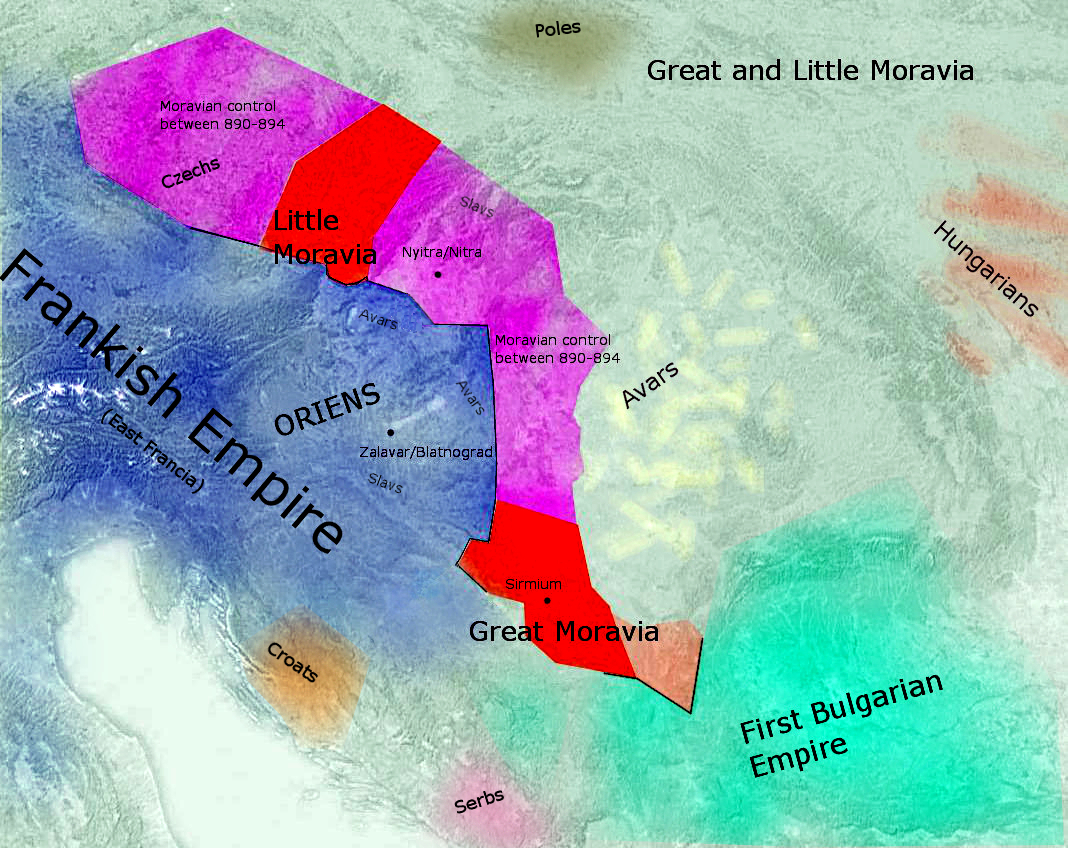
Nagymorávia alternatív álláspont szerint

Különösen az utóbbi időben erős kétségek merültek fel a Nagymorva Birodalom helyét illetően. Több forrás látszik utalni arra, hogy ez az ország nem az északi Morva folyó völgyében, hanem délen a mai Szerbia területén található Morava völgyében keletkezett volna.
A bajor történetíró, Geographus Bavarus 9. századi munkája szerint két hasonló nevű ország is létezett ebben az időben. Az első a népek felsorolásában „Marharii” néven a csehek, a második „Merehani” néven a bolgárok neve után következik. A „Bajor Geográfus” merehanus és marharius néven említett népeit morvaként határozzák meg, bár a kapcsolatuk távolról sem egyértelmű.
A keveredést a két folyó régi neve is elősegíthette, ugyanis ókori források a déli Morava folyót „Margus”, míg az északi Morva folyót „Marus”nak nevezik. Kapcsolat lehet a Morva-folyó latin Marus alakja, valamint a Maros-folyó latin Marisus alakja és a morva törzsnév között.
Több korabeli forrás összevetésével Boba Imre történész, egyetemi tanár Morávia történetéről szóló munkájában arra a következtetésre jut, hogy Nagy Morávia délen feküdt. Pannónia déli része 828-ban egy délszláv fejedelem Ratimir uralma alá került. A Regnum Sclavorum szerint Ratimirnak nemzetségéből született Szvetimír, akinek Szvetopelek volt a fia.
Szvetopelek mielőtt Morávia fejedelme lett Boszniában uralkodott apja utódaként. 846 és 870 között Morava fejedelme pedig nagybátyja Rasztiszláv volt.
885-ben VI. István pápa levelet intéz hozzá, melyben „Zventopalco regi Sclavorum” néven szólítja.
A dalmáciai Omiš melletti sapetari kolostorban a 12. században összeállított jegyzék szerint Zvonimir horvát király elődei között az első helyen Szventopolk található.
863-ban Rasztiszláv, Szvetopelek és Kocel alsó-pannoniai fejedelem együtt kérik a bizánci császárt, hogy küldjön hozzájuk hittérítőt.
Kocel a Balaton melletti terület fejedelme azt kérte a pápától, hogy szentelje fel Metódot Pannónia püspökévé Szent Andronikosz székére. A hagyomány szerint Andronikosz Sirmium püspöke volt.
Szvatopluk Moráviájának és Csehország összekapcsolását Prágai Kozmasznak a Szvatoplukra és Metódra vonatkozó utalásai segítették elő. Cosmas azonban két Moráviát ismert: Szvatopluk Moráviáját és saját korának a Dunától északra fekvő Moráviáját. Cosmas a Szvatoplukra vonatkozó ismereteket Regino prümi apát (Regino von Prüm) krónikájából vette, Regino viszont nem Moráviáról, hanem a Mahara nevű központból kormányzott szlávokról beszélt. Cosmas bár végig Moráviáról beszél, mégsem utal a ma Csehország részeként ismert vidékre. Nyilvánvaló, hogy Szvatopluk csak 890-ben szerezte meg Csehországot és vele együtt a Garamig terjedő területeket, ezért az eredetileg nem tartozhatott a Száva mellé lokalizálható országához.

### A két Morávia kialakulásának oka
A fenti konklúziót több, ettől független körülmény is megerősíti. Az avarok korától ismert szláv törzsek mindegyike megkettőződött, és egyik fele a Kárpát-medencéhez képest délebbre, a másik meg északabbra található – ez pedig nem más, mint az északi és déli szlávok elkülönülése (az északiakat ma nyugati szlávoknak nevezzük). A vendek ma is megtalálhatók északnyugaton és délnyugaton. A fekete-horvátok adriai államával pontosan szemben lévő tájon, a Kárpátok északkeleti ívén a fehér-horvátok éltek. A magyarok tótoknak nevezték a szlovéneket és szlovákokat is – nem véletlenül (sőt a szláv szavunk is tőlük ered, a déliek szlavón megnevezéséből). A szerbek északi párjai a szorbok. Az antok teljesen szétszóródtak. A Drávától délre lévő szláv állam (amelyet sokan ismeretlen etnikumként írnak le) a Szerémségtől a (másik) Morváig terjedő Moravia Magna, a déli morvák állama. A Kárpát-medence ezzel ellentétes oldalán pedig az északi morvák nyitrai fejedelemsége állt.
A morvák kettéválása ugyanarra az okra vezethető vissza, mint a déli szlávok elkülönülése általában: a Kárpát-medencét birtokló avarok telepítéspolitikája szerint az itt korábban lakó, vagy a környéken található népességeket két részre osztották, és a határvidékekre, gyepűvédelemre telepítették őket.

### Az elmélet problémái
A Kárpát-medencében és közvetlen környékén lévő hasonló nevű folyókat, a Morvát, Murát, Marost, Nagy-Moravát már a Római Birodalom idején, azaz a 4. század előtt így nevezték,  amikor a szláv népek még nem vándoroltak erre a területre, hanem majd csak a 6. század végétől kezdve. Népekről nem szoktak folyókat elnevezni, fordítva igen. Így a morvák a Morava folyóról kapták nevüket, amelynek neve talán az illír *mor- ('mocsár, mocsaras vízfolyás') és a germán aha ('víz') szavak összetétele, amiből germán neve *Marah(w)a lett.  Hasonló lehet a déli Nagy-Morava név eredete is, és részben talán a Muráé és a Marosé is. Hasonló nevű folyókról elnevezett népek neve hasonló lesz, de ez nem mond semmit a két nép kapcsolatáról.
A Nagy Morávia (Μεγάλη Μοραβία) név kizárólag Bíborbanszületett Konstantinnál szerepel, mindig olyan kontextusban, amikor a régi Moráviáról beszél, melyet a magyarok elpusztítottak. A nagy tehát nem méretet, hanem régit jelent.

## Régészeti szempontok
A Nagymoráviával kapcsolatos kutatások jórészt az írásos forrásokon (valamint nyelvészeti érveken) alapultak, a régészeti feltárásokból származó információkat pedig vagy nem vették figyelembe, vagy az aktuális történeti elméletekhez igazították. Jelenleg a 9. századi régészeti leletek (nagy)morva vagy szláv meghatározása annak ellenére maradt egyeduralkodó a cseh és szlovák kutatásban, hogy a régészettudomány külföldi képviselői egyre nagyobb számban figyeltek fel a nagymorva kultúra Karoling kapcsolataira, továbbá egyre többen tartják valószínűnek az avarok 9. századi továbbélését. A fenti nézet egyik képviselője, Martin Eggers a nagymorva leletanyagot a frank fennhatóság alatt Morvaországban, Nyugat-Felvidéken és a Bécsi-medencében élő kései avarokhoz kötötte.

## Az államiság problematikája
A cseh és szlovák kutatás a Szamo által uralt területeket, a Nyitrai Fejedelemséget, de legfőképp a 9. századi Nagymoráviát államnak tekinti, Szvatoplukot pedig királyi címmel ruházza fel. Eltekintve attól, hogy egyik „birodalom” sem maradt tartós, a történeti kutatásnak mindenekelőtt a törzsi vagy prefeudális állam létjogosultságát kellene igazolnia egyrészt és a morva területek – a korban vitatható – szuverenitását alátámasztani másrészt. A Szvatopluk nevével fémjelzett politikai alakulat kapcsán érdemes felfigyelni arra, hogy egy német forrás a 955-ös Lech-mezei csatában Leli dux és Sur rex részvételéről tudósít, jóllehet Szent István előtt nem fordult elő Magyarországon a királyi titulus. Szvatoplukot az egykorú, hiteles primer források nem királynak és fejedelemnek, hanem a frankoktól függő comesnek nevezik.